# دانشگاه ماکائو
دانشگاه ماکائو (UM یا UMAC) یک دانشگاه دولتی در ماکائو است. پردیس دانشگاه در جزیره هنگ‌کین، جوهای، گوانگدونگ و قطعه‌ای از زمین اجاره‌ای تحت حاکمیت دولت ماکائو قرار دارد.
با تأیید وزارت علوم و فناوری چین، دانشگاه ماکائو سه آزمایشگاه کلیدی ملی را تأسیس کرده است، به نام‌های آزمایشگاه کلیدی ملی مدارهای آنالوگ و سیگنال مختلط (VLSI)، آزمایشگاه کلیدی ملی پژوهش کیفیت در طب چینی‌ و آزمایشگاه کلیدی ملی اینترنت اشیاء برای شهر هوشمند.
دانشکده مدیریت بازرگانی دانشگاه ماکائو در سال ۲۰۲۰ به ۹۹اُمین دانشکده برتر کسب‌وکار در جهان تبدیل شد و اولین دانشکده بازرگانی در ماکائو شد که از سه سازمان معتبر بین‌المللی سیستم بهبود کیفیت اروپایی (EFMD)، انجمن مدارس عالی کسب‌وکار و انجمن مدیران ارشد کسب‌وکار اعتبارنامه سه‌گانه کسب کرد.

## تاریخ

### دانشگاه شرق آسیا
در مارس ۱۹۸۱، دانشگاه شرق آسیا به‌صورت خصوصی تأسیس شد. در ابتدا، اکثریت دانشجویان این دانشگاه از هنگ‌کنگ بودند.
با امضای اعلامیه مشترک چین و پرتغال در سال ۱۹۸۷، به‌منظور تأمین نیازهای نیروی انسانی در دوران انتقالی پیش از بازگشت ماکائو، بنیاد ماکائو تحت دولت ماکائوی پرتغالی در سال ۱۹۸۸ دانشگاه خصوصی شرق آسیا را به مبلغ ۱۳۰ میلیون پاتاکا خریداری کرد.

### دانشگاه ماکائو
در سال ۱۹۹۱، مجلس قانون‌گذاری ماکائو دستور شماره ۵۰/۹۱/ام را برای تأسیس دانشگاه ماکائو به‌عنوان یک مؤسسه جدید آموزش عالی صادر کرد و تمامی حقوق دانشگاه شرق آسیا را بدون هیچ‌گونه تشریفات رسمی به دانشگاه ماکائو منتقل نمود. تمامی دوره‌های آموزش عالی، استادان و کارکنان اداری دانشگاه شرق آسیا، به جز برنامه‌های آموزش عالی پلی‌تکنیک نیز به دانشگاه ماکائو منتقل شدند. مؤسسه پلی‌تکنیک پیشین دانشگاه شرق آسیا به‌طور مستقل به مؤسسه پلی‌تکنیک دولتی ماکائو (دانشگاه پلی‌تکنیک ماکائو) تبدیل شد. مدرسه تحصیلات تکمیلی و کالج باز دانشگاه شرق آسیا که توسط دولت ماکائو خریداری نشده بود، با هم ادغام شدند و کالج باز شرق آسیای خصوصی (دانشگاه شهر ماکائو) را تشکیل دادند.
در سال ۱۹۹۹، تحویل ماکائو به چین انجام شد. رژیم قضایی جدید دانشگاه ماکائو و منشور جدید دانشگاه ماکائو در مجلس قانون‌گذاری ماکائو به‌طور رسمی تصویب و در سپتامبر ۲۰۰۶ به مرحله اجرا درآمد.
در سال ۲۰۰۹، دولت مرکزی جمهوری خلق چین به دولت ماکائو مجوز داد تا بر پردیس جدید دانشگاه واقع در جزیره هنگ‌کین، استان گوانگدونگ حاکمیت داشته باشد. در ۲۰ دسامبر ۲۰۰۹، رئیس‌جمهور چین و دبیرکل حزب کمونیست هو جینتائو در مراسم آغاز ساخت پردیس جدید شرکت کردند. در اوایل سال ۲۰۱۳، مجلس قانون‌گذاری ماکائو قانون ۳/۲۰۱۳ را تصویب کرد که اجرای قانون ماکائو را در پردیس جدید از روز افتتاح به اجرا درآورد. در ۵ نوامبر، معاون نخست‌وزیر شورای دولتی وانگ یانگ در مراسم افتتاح پردیس جدید شرکت کرد. در سال تحصیلی ۲۰۱۴–۲۰۱۵، دانشگاه ماکائو تمامی کلاس‌ها را در پردیس جدید و مدرن برگزار کرد.
در سال ۲۰۱۶، دانشگاه ماکائو سیستم کالج مسکونی مشابه با آنچه در آکسفورد و کمبریج در بریتانیا وجود دارد، تأسیس کرد.

## ماموریت
دانشگاه ماکائو به عنوان ماموریت اصلی خود، پیشبرد علم و آموزش در زمینه‌های علوم انسانی, علوم اجتماعی, کسب‌وکار, حقوق, علوم طبیعی, مهندسی, علوم بهداشتی, آموزش و دیگر زمینه‌ها را بر عهده دارد.
- ارائه آموزش عالی مطابق با شعار دانشگاه (انسانیت، درستی، اصالت، حکمت و صداقت).
- ترویج تحقیقات علمی و انتشار دانش.
- پیشبرد فرهنگ، علم و تکنولوژی و جامعه و ترویج رشد ماکائو.
- پرورش شهروندان و رهبران مسئول و با کیفیت بالا که دارای قضاوت اخلاقی صحیح و توانایی تفکر مستقل برای پاسخگویی به نیازهای توسعه ماکائو و منطقه باشند.

## شناسایی

### نشان
نشان دانشگاه ماکائو شامل یک نشان پنج‌برجی است که توسط حلقه‌های طلایی احاطه شده و نام دانشگاه به زبان‌های چینی و پرتغالی بر آن نقش بسته است.

### لوگو
لوگوی دانشگاه ماکائو از دو بخش تشکیل شده است: نشان و نام دانشگاه که به زبان‌های چینی (澳門大學)، پرتغالی (Universidade de Macau) و انگلیسی (University of Macau) با رنگ‌های اختصاصی بر روی آن نوشته شده‌اند.

### شعار
شعار این دانشگاه در حال حاضر «انسانیت، درستی، اصالت، حکمت، صداقت» است.